# União das Freguesias de Bacelo e Senhora da Saúde
União das Freguesias de Bacelo e Senhora da Saúde, kürzer Bacelo e Senhora da Saúde, ist eine Gemeinde (Freguesia) im portugiesischen Kreis (Concelho) von Évora. Die Gemeinde hat 18.233 Einwohner auf einer Fläche von 46,50 km² (Zahlen nach Stand 2011).
Sie ist eine der vier Stadtgemeinden Évoras.
Die Gemeinde entstand am 29. September 2013 mit der Gebietsreform in Portugal, durch Zusammenschluss der Gemeinden Bacelo und Senhora da Saúde. Bacelo wurde offiziell Sitz dieser neu gebildeten Gemeinde.